# Mammillaria gracilis
Mammillaria gracilis là một loài thực vật có hoa trong họ Cactaceae. Loài này được Pfeiff. mô tả khoa học đầu tiên năm 1838.
Ưa khí hậu nóng và đất đai khô cằn, hoa thường màu vàng, nở vào mùa đông

## Hình ảnh

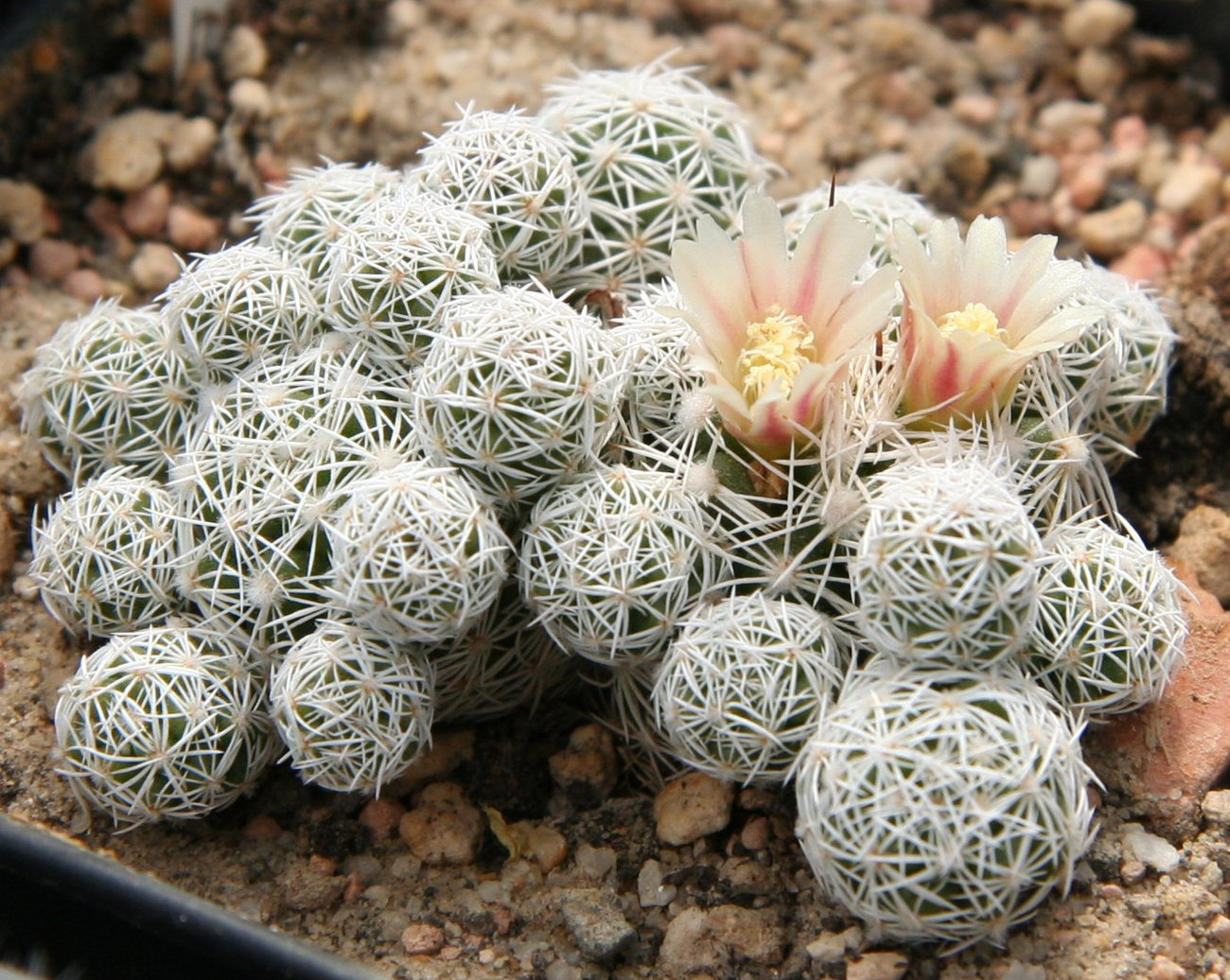
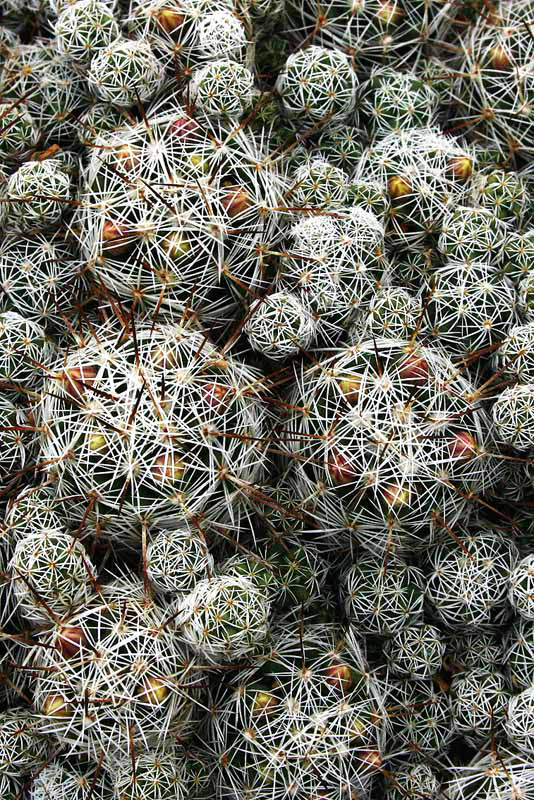
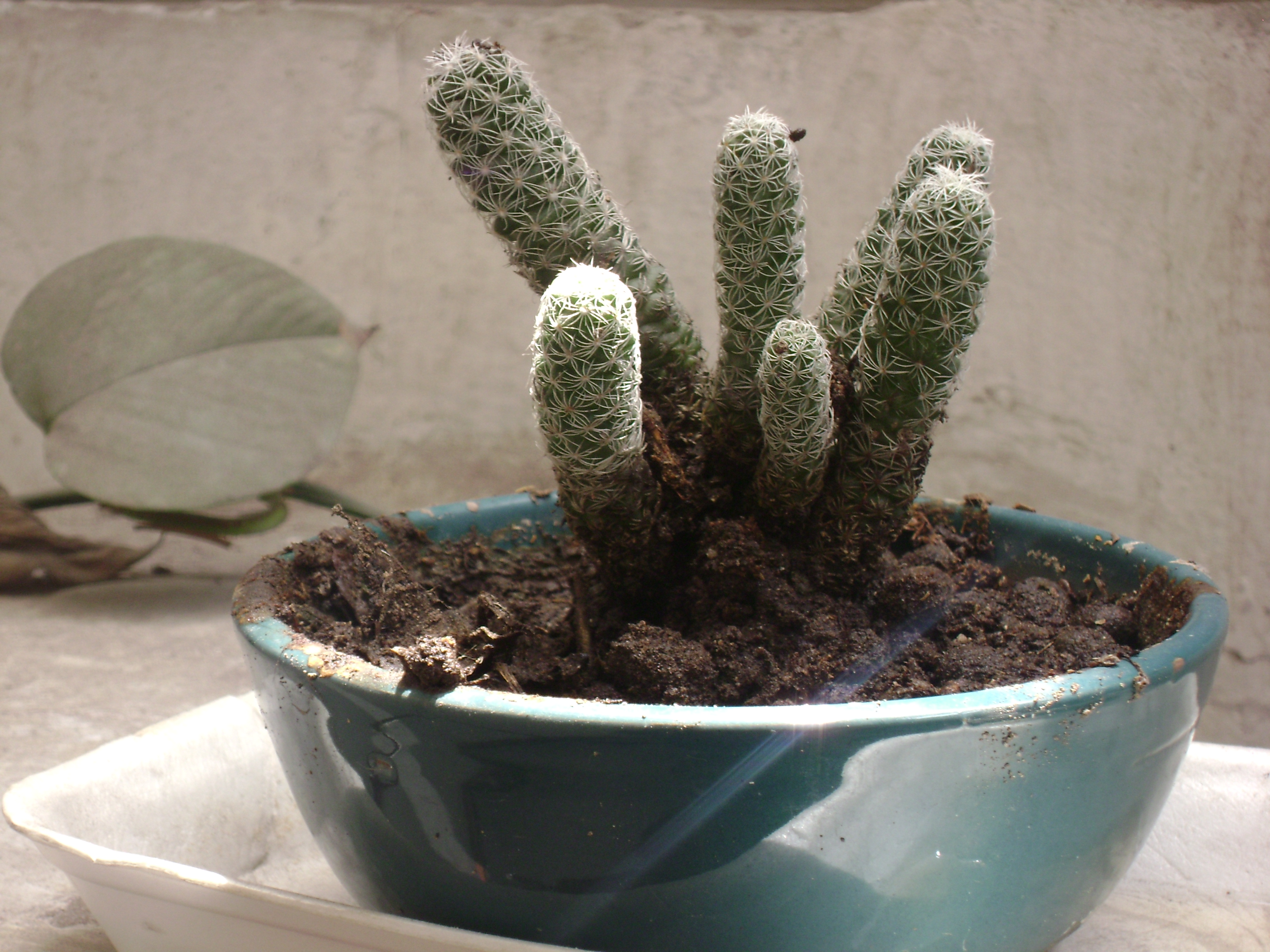
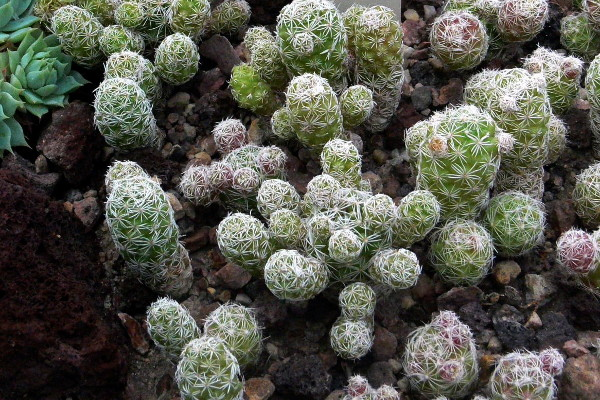